# Eodorcadion sifanicum
Eodorcadion sifanicum es una especie de escarabajo longicornio del género Eodorcadion, categorizada en la tribu Dorcadionini, de la subfamilia Lamiinae. Fue descrita por Suvorov en 1912.

## Descripción
Mide 13-18 mm de longitud.

## Distribución
Se distribuye por China.